# Richard G. Hewlett
Richard Greening Hewlett (Toledo, Ohio, 12 de fevereiro de 1923 - Bethesda, 1 de setembro de 2015) foi um historiador público americano mais conhecido por seu trabalho como historiador-chefe da Comissão de Energia Atômica dos Estados Unidos.

## Publicações
- Hewlett, Richard G., e Oscar E. Anderson. The New World, 1939-1946. University Park: Pennsylvania State University Press, 1962.
- ________, e Francis Duncan. Atomic Shield, 1947-1952. University Park: Pennsylvania State University Press, 1969.
- ________, e Francis Duncan. Nuclear Navy, 1946-1962. Chicago: University of Chicago Press, 1974.
- ________, e Jack M. Holl. Atoms for Peace and War, 1953-1961: Eisenhower and the Atomic Energy Commission. Berkeley: University of California Press, 1989.